# Вибори в Україні
Вибори в Україні — це спосіб формування вищих органів влади України шляхом голосування громадян. В Україні проводяться вибори Президента України (загальнодержавні); народних депутатів України (загальнодержавні); депутатів Верховної Ради Автономної Республіки Крим, місцевих рад та сільських, селищних, міських голів, старост (місцеві).

## Законодавство
Правову основу виборів в Україні становлять Конституція України та Виборчий кодекс України.
Центральна виборча комісія України наділена повноваженнями щодо організації підготовки і проведення виборів.

## Єдиний державний реєстр виборців України
Наразі усі вибори в державі відбуваються на підставі Єдиного державного реєстру виборців, розпорядником якого чинним законодавством визначена ЦВК.

## 2020
Місцеві вибори 2020–чергові місцеві вибори в Україні,що відбулися 25 жовтня 2020.

## 2019
Вибори Президента України 2019 — чергові вибори Президента України, що відбулись 31 березня 2019 року.
| Опитування                                                                                         | Дата                | Тимошенко                                               | Зеленський                                              | Порошенко                                               | Гриценко                                                | Бойко                                                   | Вакарчук                                                | Ляшко                                                   | Садовий                                                 | Мураєв                                                  | Шевченко                                                | Вілкул                                                  | Тарута                                                  | Налив.                                                  | Безсм.                                                  | Рабінович                                               | Тягнибок                                                | Інші кандидати                                          | Важко сказати / проти всіх                              | Визначились з кандидатом  | Не планують голосувати    |
| -------------------------------------------------------------------------------------------------- | ------------------- | ------------------------------------------------------- | ------------------------------------------------------- | ------------------------------------------------------- | ------------------------------------------------------- | ------------------------------------------------------- | ------------------------------------------------------- | ------------------------------------------------------- | ------------------------------------------------------- | ------------------------------------------------------- | ------------------------------------------------------- | ------------------------------------------------------- | ------------------------------------------------------- | ------------------------------------------------------- | ------------------------------------------------------- | ------------------------------------------------------- | ------------------------------------------------------- | ------------------------------------------------------- | ------------------------------------------------------- | ------------------------- | ------------------------- |
| |                     | Відсотки серед респондентів, які мають намір голосувати | Відсотки серед респондентів, які мають намір голосувати | Відсотки серед респондентів, які мають намір голосувати | Відсотки серед респондентів, які мають намір голосувати | Відсотки серед респондентів, які мають намір голосувати | Відсотки серед респондентів, які мають намір голосувати | Відсотки серед респондентів, які мають намір голосувати | Відсотки серед респондентів, які мають намір голосувати | Відсотки серед респондентів, які мають намір голосувати | Відсотки серед респондентів, які мають намір голосувати | Відсотки серед респондентів, які мають намір голосувати | Відсотки серед респондентів, які мають намір голосувати | Відсотки серед респондентів, які мають намір голосувати | Відсотки серед респондентів, які мають намір голосувати | Відсотки серед респондентів, які мають намір голосувати | Відсотки серед респондентів, які мають намір голосувати | Відсотки серед респондентів, які мають намір голосувати | Відсотки серед респондентів, які мають намір голосувати | % серед усіх респондентів | % серед усіх респондентів |
| «Дем. ініціативи»& Razumkov [Архівовано 29 грудня 2018 у Wayback Machine.]                         | 19.12.18 – 25.12.18 | 16,1                                                    | 8,8                                                     | 13,8                                                    | 6,8                                                     | 8,4                                                     | 2,6                                                     | 6,9                                                     | 2,4                                                     | 3,1                                                     | 2,9                                                     | 2                                                       | 1,0                                                     | 0,9                                                     | 0,6                                                     | —                                                       | —                                                       | 7,5                                                     | 16,4                                                    | 70,4                      | 11,1                      |
| УІСД                                                                                               | 16.12.18 – 22.12.18 | 15,5                                                    | 12,5                                                    | 8,9                                                     | 9,4                                                     | 9,8                                                     | 3,8                                                     | 6,9                                                     | 3,9                                                     | 4,5                                                     | 3,5                                                     | 1,4                                                     | 0,7                                                     | —                                                       | —                                                       | —                                                       | —                                                       | 3,6                                                     | 15,4                                                    | 73,2                      | 13,4                      |
| СОЦИС [Архівовано 1 січня 2019 у Wayback Machine.]                                                 | 8.12.18 – 18.12.18  | 14,4                                                    | 9,4                                                     | 10,8                                                    | 7,2                                                     | 6                                                       | 3,1                                                     | 7,1                                                     | 3,4                                                     | 2,5                                                     | 4,1                                                     | 1,1                                                     | 0,7                                                     | —                                                       | 0,3                                                     | —                                                       | —                                                       | 5,7                                                     | 25,3                                                    |                           | 12,3                      |
| KIIS [Архівовано 3 січня 2019 у Wayback Machine.]                                                  | 30.11.18 – 14.12.18 | 12,6                                                    | 11,6                                                    | 7,4                                                     | 5,9                                                     | 6,8                                                     | 3                                                       | 7,7                                                     | 1,9                                                     | 2,5                                                     | 3,5                                                     | 1,1                                                     | 0,5                                                     | 0,5                                                     | 0,5                                                     | —                                                       | —                                                       | 3,2                                                     | 31,2                                                    | 62,8                      | 8,7                       |
| Rating [Архівовано 27 грудня 2018 у Wayback Machine.]                                              | 16.11.18 – 10.12.18 | 16,4                                                    | 10,6                                                    | 8,8                                                     | 6,2                                                     | 7,6                                                     | 3,7                                                     | 5,2                                                     | 2,2                                                     | 3,5                                                     | 3,3                                                     |                                                         | 0,9                                                     | 0,8                                                     | 0,7                                                     | 2,1                                                     | —                                                       | 6,9                                                     | 20,9                                                    | 65,3                      | 13,8                      |
| УІСД [Архівовано 19 грудня 2018 у Wayback Machine.]                                                | 1.12.18 – 10.12.18  | 16.8                                                    | 10.0                                                    | 9.2                                                     | 9.8                                                     | 9.4                                                     | 3.2                                                     | 6.9                                                     | 4.6                                                     | 5.2                                                     | 3.3                                                     |                                                         | 0.3                                                     | —                                                       | 0.7                                                     | —                                                       | —                                                       | 4.9                                                     | 16,0                                                    | 74,1                      | 11,8                      |
| KIIS [Архівовано 11 червня 2019 у Wayback Machine.] [Архівовано 11 червня 2019 у Wayback Machine.] | 23.11.18 – 03.12.18 | 13,1                                                    | 9,0                                                     | 7,2                                                     | 5,1                                                     | 6,8                                                     | 2,3                                                     | 5,4                                                     | 1,4                                                     | 2,5                                                     | 3,9                                                     |                                                         | 0,6                                                     | 0,6                                                     | 0,8                                                     | —                                                       | —                                                       | 3                                                       | 38,3                                                    | 56,3                      | 9,3                       |
| KIIS, Razumkov, Rating [Архівовано 22 грудня 2018 у Wayback Machine.]                              | 19.10.18 – 02.11.18 | 16                                                      | 8,8                                                     | 8                                                       | 7,7                                                     | 6,8                                                     | 4,3                                                     | 5,9                                                     | 2,2                                                     | 3,9                                                     | 2,6                                                     |                                                         | 1                                                       | 1,1                                                     | 1,1                                                     | 2,8                                                     | —                                                       | 5,3                                                     | 22,6                                                    | 63,4                      | 15,1                      |
| KIIS, Rating, УІСД [Архівовано 29 грудня 2018 у Wayback Machine.]                                  | 28.09.18 – 16.10.18 | 15,3                                                    | 8,7                                                     | 8                                                       | 8                                                       | 7,9                                                     | 5,6                                                     | 6,5                                                     | 2,8                                                     | —                                                       | 2                                                       |                                                         | 1                                                       | 0,8                                                     | 0,7                                                     | 4                                                       | 2,1                                                     | 7,5                                                     | 19,1                                                    | 70,8                      | 12,5                      |

## 2017
Центральна виборча комісія призначила вибори у 202 об’єднаних територіальних громадах на неділю, 29 жовтня 2017 року.
Зокрема, у Вінницькій області такі вибори відбудуться в 9 об’єднаних територіальних громадах, у Волинській області – в 19 ОТГ, у Дніпропетровській області – в 19 ОТГ, у Донецькій області – в 2 ОТГ, у Житомирській області – в 13 ОТГ, у Закарпатській області – в 1 ОТГ, у Запорізькій області – в 10 ОТГ, в Івано-Франківської області – в 8 ОТГ, у Київській області – в 4 ОТГ, у Кіровоградській області – в 6 ОТГ, у Луганській області – в 4 ОТГ, у Львівській області – в 8 ОТГ, у Миколаївській області – в 1 ОТГ, в Одеській області – в 11 ОТГ, у Полтавській області – в 12 ОТГ, у Рівненській області – в 5 ОТГ, у Сумській області – в 9 ОТГ, у Тернопільській області – в 4 ОТГ, у Харківській області – в 7 ОТГ, у Херсонській області – в 10 ОТГ, у Хмельницькій області – в 7 ОТГ, у Черкаській області – в 15 ОТГ, у Чернівецькій області – в 4 ОТГ, у Чернігівській області – в 14 ОТГ.
Комісія оголосила початок виборчого процесу в цих громадах з 9 вересня 2017 року.
Кількість громад не є остаточною. Вибори можуть бути призначені до кінця поточного року на будь-яку неділю грудня крім останньої. Центральна виборча комісія продовжує очікувати надходження звернень від обласних державних адміністрацій щодо призначення перших місцевих виборів в інших громадах, які вже об'єдналися, або мають намір об'єднатися.

## 2014
| Кандидат           | % голосів | кількість голосів |
| ------------------ | --------- | ----------------- |
| Петро Порошенко    | 54,70     | 9 857 308         |
| Юлія Тимошенко     | 12,81     | 2 310 050         |
| Олег Ляшко         | 8,32      | 1 500 377         |
| Анатолій Гриценко  | 5,48      | 989 029           |
| Сергій Тігіпко     | 5,23      | 943 430           |
| Михайло Добкін     | 3,03      | 546 138           |
| Вадим Рабинович    | 2,25      | 406 301           |
| Ольга Богомолець   | 1,91      | 345 384           |
| Петро Симоненко    | 1,51      | 272 723           |
| Олег Тягнибок      | 1,16      | 210 476           |
| Дмитро Ярош        | 0,70      | 127 772           |
| Андрій Гриненко    | 0,40      | 73 277            |
| Валерій Коновалюк  | 0,38      | 69 572            |
| Юрій Бойко         | 0,19      | 35 928            |
| Микола Маломуж     | 0,13      | 23 771            |
| Ренат Кузьмін      | 0,10      | 18 689            |
| Василь Куйбіда     | 0,06      | 12 391            |
| Олександр Клименко | 0,05      | 10 542            |
| Василь Цушко       | 0,05      | 10 434            |
| Володимир Саранов  | 0,03      | 6232              |
| Зорян Шкіряк       | 0,02      | 5021              |
| визнані недійсними | 1,35      | 244 659           |
| Всього             | 100       | 18 019 504        |

|                      |  |                      |  |                 |  |
| ↑ Порошенко (54.70%) |  | ↑ Тимошенко (12.81%) |  | ↑ Ляшко (8.32%) |  |

| Партія                                 | %     | Голосів   | Місць за пропорційною системою | Місць за одномандатними округами | Загалом | Зміна |
| -------------------------------------- | ----- | --------- | ------------------------------ | -------------------------------- | ------- | ----- |
| Народний фронт                         | 22.14 | 3 487 766 | 64                             | 18                               | 82      | ▲ 82  |
| Блок Петра Порошенка                   | 21.81 | 3 437 078 | 63                             | 69                               | 132     | ▲ 92  |
| Об'єднання «Самопоміч»                 | 10.97 | 1 729 131 | 32                             | 1                                | 33      | ▲ 33  |
| Опозиційний блок                       | 9.43  | 1 486 195 | 27                             | 2                                | 29      | ▼ 157 |
| Радикальна партія Олега Ляшка          | 7.44  | 1 173 060 | 22                             | 0                                | 22      | ▲ 21  |
| Всеукраїнське об'єднання «Батьківщина» | 5.68  | 894 757   | 17                             | 2                                | 19      | ▼ 93  |
| Самовисуванці                          | -     | -         | -                              | 96                               | 96      |       |
| Вакантні місця                         | -     | -         | -                              | -                                | 27      |       |

|                            |  |                                 |  |                          |  |
| ↑ Народний фронт (22.14%)  |  | ↑ Блок Петра Порошенка (21.82%) |  | ↑ Самопоміч (10.97%)     |  |
|                            |  |                                 |  |                          |  |
| ↑ Опозиційний блок (9.43%) |  | ↑ Радикальна партія (7.44%)     |  | ↑ ВО Батьківщина (5.68%) |  |

## 2012
| Фракція                     | Голосів   | %       | Загалом |
| --------------------------- | --------- | ------- | ------- |
| Партія регіонів             | 6 116 746 | 30,00 % | 72      |
| ВО «Батьківщина»            | 5 209 090 | 25,54 % | 62      |
| УДАР                        | 2 847 979 | 13,96 % | 34      |
| Комуністична партія України | 2 687 269 | 13,18 % | 32      |
| ВО «Свобода»                | 2 129 933 | 10,44 % | 25      |

## 2010
Підсумок Президентських виборів в Україні 2010, перший тур 17 січня та другий тур 7 лютого
| Віктор Янукович                              | 8 686 751  | 35.32 | 12 481 266 | 48.95 |
| Юлія Тимошенко                               | 6 159 829  | 25.05 | 11 593 357 | 45.47 |
| Сергій Тігіпко                               | 3 211 257  | 13.06 |            |       |
| Арсеній Яценюк                               | 1 711 749  | 6.96  |            |       |
| Віктор Ющенко                                | 1 341 539  | 5.45  |            |       |
| Петро Симоненко                              | 872 908    | 3.55  |            |       |
| Володимир Литвин                             | 578 886    | 2.35  |            |       |
| Олег Тягнибок                                | 352 282    | 1.43  |            |       |
| Анатолій Гриценко                            | 296 413    | 1.20  |            |       |
| Інна Богословська                            | 102 435    | 0.41  |            |       |
| Олександр Мороз                              | 95 169     | 0.38  |            |       |
| Юрій Костенко                                | 54 376     | 0.22  |            |       |
| Людмила Супрун                               | 47 349     | 0.19  |            |       |
| Василь Противсіх                             | 40 352     | 0.16  |            |       |
| Олександр Пабат                              | 35 475     | 0.14  |            |       |
| Сергій Ратушняк                              | 29 796     | 0.12  |            |       |
| Михайло Бродський                            | 14 991     | 0.06  |            |       |
| Олег Рябоконь                                | 8 334      | 0.03  |            |       |
| Проти всіх                                   | 540 942    | 2.20  | 1 113 055  | 4.36  |
| Недійсні                                     | 405 789    | 1.65  | 305 837    | 1.19  |
| Всього                                       | 24 588 261 | 100   | 25 493 529 | 100   |
| Джерело: Центральна виборча комісія України. |            |       |            |       |

## 2007

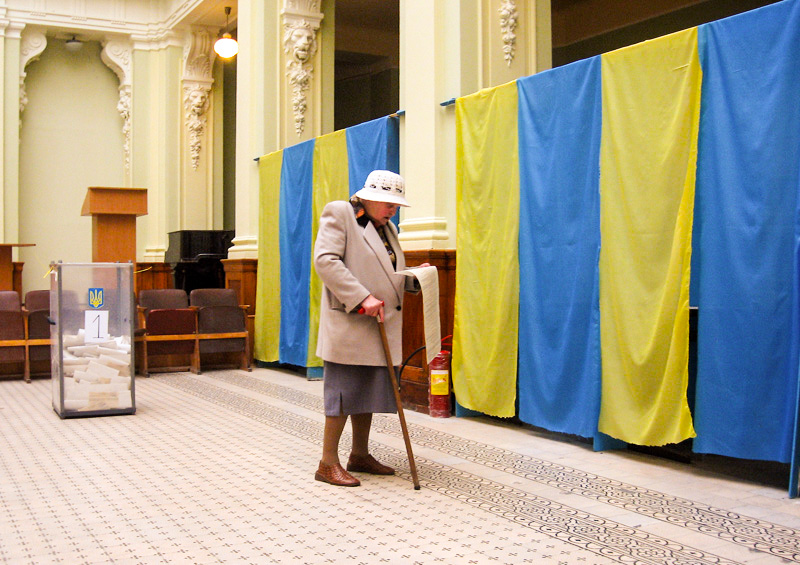
Виборець на виборчій дільниці, 2007

Парламентські, у зв'язку з достроковим припиненням повноважень Верховної Ради України.
Відбулися 30 вересня 2007 року за пропорційною системою в загальнодержавному виборчому окрузі. Прохідний бар'єр для партій і блоків становив 3% від числа виборців, що взяли участь у голосуванні.
Коротко про історію призначення цих виборів див. у наступному розділі статті.
Найбільшу кількість голосів виборців набрала Партія регіонів (8 013 918 — 34,37% — 175 народних депутатів, що на 11 менше, ніж на останніх виборах), друге місце за Блоком Юлії Тимошенко (7 162 174 — 30,71% — 156 — на 27 більше), третє — за Нашою Україною — Народною самообороною (3 301 012 — 14,15% — 72 — на 9 менше). Крім того до парламенту пройшли КПУ (1 257 397 — 5,39% — 27 — на 6 більше) та Блок Литвина (924 568 — 3,96% — 20). Верховна Рада України 6 скликання розпочала свою роботу 23 листопада 2007 року.
За результатами виборів 30 вересня 2007 року створена Демократична коаліція у складі Блоку Юлії Тимошенко та «Нашої України — Народної Самооборони» (228 народних депутатів).

## 2006
Парламентські, чергові.
Відбулися 26 березня 2006 року за пропорційною системою в загальнодержавному виборчому окрузі. Прохідний бар'єр для партій і блоків становив 3% від числа виборців, що взяли участь у голосуванні.
Найбільшу кількість голосів виборців набрала Партія регіонів (186 народних депутатів), друге місце за Блоком Юлії Тимошенко (129 народних депутатів), третє — блок «Наша Україна» (81 народний депутат). Крім того, до парламенту пройшли СПУ (33 народних депутати) та КПУ (21 народний депутат).
22 червня 2006 року була утворена Коаліція демократичних сил у складі фракцій Блоку Юлії Тимошенко, блоку «Наша Україна» та СПУ, в яку ввійшло 243 народних депутати цих фракцій. Ця коаліція внаслідок виходу з неї фракції СПУ припинила існування зі створенням 7 липня 2006 року Антикризової коаліції (з 23 березня 2007 року — Коаліція національної єдності) у складі фракцій Партії регіонів, СПУ та КПУ і трьох народних депутатів України інших фракцій (243 народних депутата).
На початку 2007 року керівництвом Партії регіонів і СПУ робились заяви про необхідність збільшення кількості народних депутатів у коаліції до 300 з тим, щоб нейтралізувати так зване «вето Президента» на прийняті Верховної Радою України закони і змінити Конституцію України. Частина народних депутатів фракцій Блоку Юлії Тимошенко та «Нашої України» з невизначених мотивів вийшли зі своїх фракцій і вступили на основі індивідуального членства до Антикризової коаліції. Це стало приводом до видання Президентом України Указу, яким було оголошено дострокове припинення повноважень Верховної Ради України і призначено позачергові вибори народних депутатів України: Президент вважав неконституційним індивідуальне членство в коліції і на підставі цього оголосив коаліцію неіснуючою протягом строку, який надає Президенту право на розпуск Верховної Ради. Пізніше цей указ змінювався: формулювалися по-іншому як підстави для розпуску, так і дата позачергових виборів. Урешті-решт вибори пройшли 30 вересня 2007 року, у зв'язку з відсутністю Верховної Ради внаслідок складення повноважень більш як третиною депутатів (склали повноваження депутати, що не увійшли в коаліцію, спеціально для максимальної легітимізації позачергових виборів). Політична причина прийняття рішення про розпуск парламенту полягала в тому, що Блок Юлії Тимошенко та «Наша Україна» вважали переорієнтацію СПУ кроком, який не відповідав очікуванням виборців СПУ; тому утворена коаліція описувалася як така, що не відображає волі виборців, так що виборцям слід дати можливість знову висловити свою думку.
| Фракція                                  | % ЗА  | Голосів ЗА |
| ---------------------------------------- | ----- | ---------- |
| Партія регіонів                          | 32.14 | 8 148 745  |
| «Блок Юлії Тимошенко»                    | 22.29 | 5 652 876  |
| Блок «Наша Україна»                      | 13.95 | 3 539 140  |
| Соціалістична партія України             | 5.69  | 1 444 224  |
| Комуністична партія України              | 3.66  | 929 591    |
| Блок Наталії Вітренко «Народна опозиція» | 2.93  | 743 704    |
| «Народний блок Литвина»                  | 2.44  | 619 905    |

## 2004
Президентські, відбувалися протягом трьох голосувань — 31 жовтня, 21 листопада і 26 грудня 2004 року. Одразу після другого голосування 21 листопада 2004 року, в якому за попередніми даними Центральної виборчої комісії переміг Віктор Янукович, почались масові протести громадян України в Києві та інших містах України; громадяни виступали проти численних порушень виборчого законодавства та їх виборчого права чесно і справедливо обирати Президента України. Ці протести надалі стали називати Помаранчевою революцією. Результати другого голосування 21 листопада 2004 року та відповідні рішення Центральної виборчої комісії, прийняті під головуванням Сергія Ківалова, були визнані недійсними рішенням Верховного Суду України від 3 грудня 2004 року через численні порушення виборчого законодавства на користь кандидата на посаду Президента України Віктора Януковича. Остаточну перемогу під час голосування 26 грудня 2004 року з перевагою 7,79% або 2 267 184 голоси виборців одержав Віктор Ющенко, який і вступив на посаду Президента України 23 січня 2005 року.
| Кандидат (Партія)                                                      | Голосування першого туру | %     | Повторне голосування другого туру | %     |
| ---------------------------------------------------------------------- | ------------------------ | ----- | --------------------------------- | ----- |
| Ющенко Віктор Андрійович (Блок "Наша Україна")                         | 11.188.675               | 39,90 | 15.115.712                        | 51,99 |
| Янукович Віктор Федорович (Партія регіонів)                            | 11.008.731               | 39,26 | 12.848.528                        | 44,20 |
| Мороз Олександр Олександрович (Соціалістична партія України)           | 1.632.098                | 5,82  |                                   |       |
| Симоненко Петро Миколайович (Комуністична партія України)              | 1.396.135                | 4,97  |                                   |       |
| Вітренко Наталія Михайлівна (Прогресивна соціалістична партія України) | 429.794                  | 1,53  |                                   |       |
| 1. 2. 3. 4. 5. 6. 7. 8. 9. 10. 11.                                     |                          |       |                                   |       |

## 2002
|  | Фракція                                        | За списком | В округах | Самовисуванці | Депутати | %    |
|  | ---------------------------------------------- | ---------- | --------- | ------------- | -------- | ---- |
|  | Блок «Наша Україна»                            | 70         | 42        | 7             | 119      | 26,6 |
|  | Комуністична партія України                    | 59         | 6         | —             | 65       | 14,5 |
|  | За єдину Україну!                              | 35         | 86        | 54            | 175      | 39,2 |
|  | Блок Юлії Тимошенко                            | 22         | —         | 1             | 23       | 5,2  |
|  | Соціалістична партія України                   | 20         | 2         | —             | 22       | 4,9  |
|  | Соціал-демократична партія України (об'єднана) | 19         | 8         | 4             | 31       | 6,9  |
|  | Позафракційні                                  | —          | 12        | —             | 12       | 2,7  |

## 1999
| Кандидати — Партія                   | Перший тур | %     | Другий тур | %     |
| ------------------------------------ | ---------- | ----- | ---------- | ----- |
| Леонід Кучма — незалежний            | 9 598 672  | 36,49 | 15 870 722 | 56,25 |
| Петро Симоненко — КПУ                | 5 849 077  | 22,24 | 10 665 420 | 37,80 |
| Олександр Мороз — СПУ                | 2 969 896  | 11,29 |            |       |
| Наталія Вітренко — ПСПУ              | 2 886 972  | 10,97 |            |       |
| Євген Марчук — незалежний            | 2 138 356  | 8,13  |            |       |
| Юрій Костенко — незалежний           | 570 623    | 2,17  |            |       |
| Геннадій Удовенко — НРУ (Рух)        | 319 778    | 1,22  |            |       |
| Василь Онопенко — СДПУ(о)            | 124 040    | 0,47  |            |       |
| Олександр Ржавський — «Єдина Родина» | 96 515     | 0,37  |            |       |
| Юрій Кармазін — ПЗВ                  | 90 793     | 0,35  |            |       |
| Віталій Кононов — ПЗУ                | 76 832     | 0,29  |            |       |
| Олександр Базилюк — СП               | 36 012     | 0,14  |            |       |
| Микола Габер — ППУ                   | 31 829     | 0,12  |            |       |
| проти всіх                           | 477 019    | 1,81  | 970 181    | 3,44  |
| недійсні                             | 1 038 749  | 3,95  | 706 161    | 2,50  |
| Всього                               | 26 305 198 | 100   | 28 212 484 | 100   |
| Зареєстровані виборці/явка           | 37 498 630 | 70,15 | 37 680 581 | 74,87 |

## 1998
| Фракція | %        | Пропорційно | Одномандатно | Депутати |
| --- | -------- | ----------- | ------------ | -------- |
| Комуністична партія України | 24,65 %  | 84          | 37           | 121      |
| Народний рух України | 9,40 %   | 32          | 14           | 46       |
| Виборчий блок Соціалістичної партії України та Селянської партії України «За правду, за народ, за Україну!» - Соціалістична партія України - Селянська партія України | 8,55 %   | 29          | 5            | 34       |
| Партія зелених України | 5,43 %   | 19          | —            | 19       |
| Народно-демократична партія | 5,01 %   | 17          | 11           | 28       |
| Всеукраїнське об'єднання «Громада» | 4,67 %   | 16          | 8            | 24       |
| Прогресивна соціалістична партія України | 4,04 %   | 14          | 2            | 16       |
| Соціал-демократична партія України (об'єднана) | 4,01 %   | 14          | 3            | 17       |
| Усього | 100,00 % | 225         | 220          | 445      |

## 1994
| Кандидати — Партія                             | Перший тур | %     | Другий тур | %     |
| ---------------------------------------------- | ---------- | ----- | ---------- | ----- |
| Леонід Кравчук — незалежний                    | 9,977,766  | 38.36 | 12,112,442 | 45.06 |
| Леонід Кучма — незалежний                      | 8,107,626  | 31.17 | 14,017,684 | 52.14 |
| Олександр Мороз — Соціалістична партія України | 3,466,541  | 13.33 |            |       |
| Володимир Лановий — незалежний                 | 2,483,986  | 9.55  |            |       |
| Валерій Бабич — незалежний                     | 644,263    | 2.48  |            |       |
| Іван Плющ — незалежний                         | 321,886    | 1.24  |            |       |
| Петро Таланчук — незалежний                    | 143,361    | 0.55  |            |       |
| проти всіх                                     | 892,740    | 3.43  | 551,380    | 2.80  |

## 1991
| Кандидат                       | Кількість голосів | %     | Висунення                                 |
| ------------------------------ | ----------------- | ----- | ----------------------------------------- |
| Кравчук Леонід Макарович       | 19 643 481        | 61,59 | Самовисування                             |
| Чорновіл В'ячеслав Максимович  | 7 420 727         | 23,27 | Народний рух України                      |
| Лук'яненко Левко Григорович    | 1 432 556         | 4,49  | Республіканська партія України            |
| Гриньов Володимир Борисович    | 1 329 758         | 4,17  | Партія демократичного відродження України |
| Юхновський Ігор Рафаїлович     | 554 719           | 1,74  | Самовисування                             |
| Табурянський Леопольд Іванович | 182 713           | 0,57  | Народна партія                            |
| Проти всіх/недійсні            | 1 327 788         | 4,07  |                                           |
| Всього                         | 31 891 742        | 100   |                                           |
| Зареєстровані виборці/явка     | 37 885 555        | 84,18 |                                           |

## Незаконні вибори
2 листопада 2014 року на тимчасово окупованій території Донбасу відбулися антиконституційні незаконні Загальні вибори в Донецькій народній республіці (2014).